# Zofijówka (Tomaszkowo)
Zofijówka – część wsi Tomaszkowo w Polsce, położona w województwie warmińsko-mazurskim, w powiecie olsztyńskim, w gminie Stawiguda.
W latach 1975–1998 Zofijówka administracyjnie należała do województwa olsztyńskiego.
Obecnie w miejscowości nie ma zabudowy.